# Clarence Don Clark

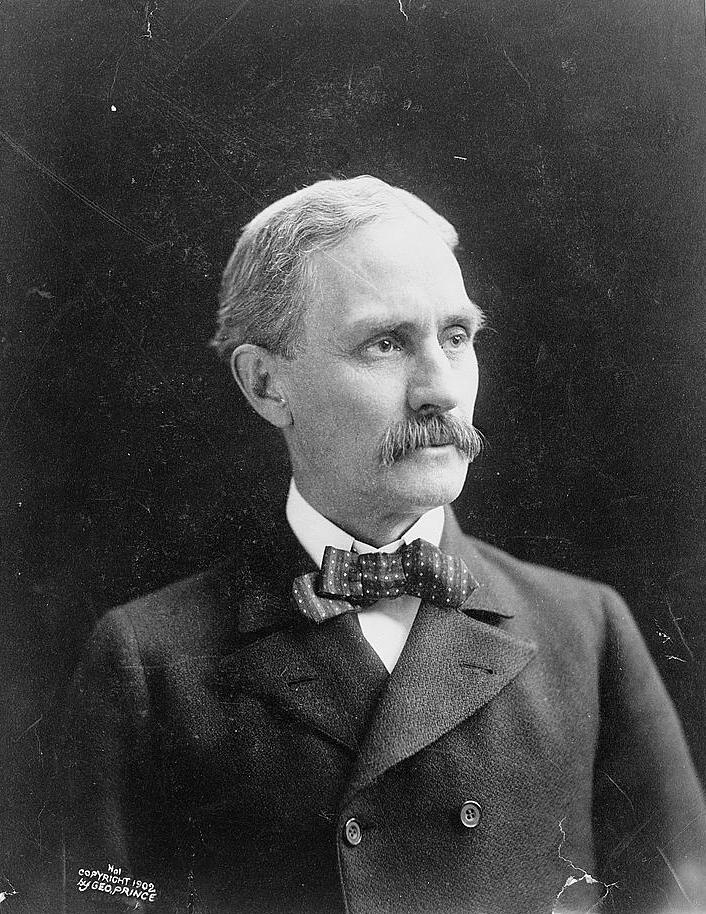
Clarence Don Clark

Clarence Don Clark (* 16. April 1851 in Sandy Creek, Oswego County, New York, USA; † 18. November 1930 in Evanston, Wyoming) war ein US-amerikanischer Politiker (Republikanische Partei). Er vertrat den Bundesstaat Wyoming in beiden Kammern des Kongresses.

## Leben
Clark besuchte die University of Iowa und studierte dort die Rechtswissenschaften: seine Zulassung als Rechtsanwalt erhielt er 1874. Er war sowohl als Lehrer als auch gleichzeitig als Rechtsanwalt in Manchester (Iowa) tätig. Im Jahr 1881 ließ sich Clark in Evanston nieder und arbeitete dort auch als Anwalt, ehe er County-Anwalt von Uinta County wurde. Den Beruf übte er von 1882 bis 1884 aus. Er gehörte 1889 als Delegierter der verfassunggebenden Versammlung des Staates an.

## Politik
1889 begann Clark seine politische Karriere als Kongressabgeordneter für Wyoming. Er übte sein Amt vom 1. Dezember 1890 bis zum 3. März 1893 für zwei Legislaturperioden (51. und 52. Kongresswahlperiode) aus. Nach seiner Wahlniederlage 1892 gegen den Demokraten Henry A. Coffeen kandidierte Clark 1895 für den US-Senat und trat sein Amt nach gewonnener Wahl am 23. Januar 1895 an. Er wurde Clark dreimal wiedergewählt und fungierte in dieser Position bis zum 3. März 1917. Clark gehörte als Vorsitzender während der 54. bis zur 59. Wahlperiode dem Ausschuss für Eisenbahnwesen (Committee on Railroads) an, in der 59. bis zur 62. Wahlperiode war er Mitglied des Ausschusses für das Justizwesen (Committee on Judiciary), in der 63. und 64. Wahlperiode gehörte er dem Ausschuss für Geologische Forschung (Geological Survey) an.
Nach seiner Wahlniederlage im Jahr 1916 setzte Clark in Washington seine Arbeit als Rechtsanwalt fort. Auch fungierte er ab 1919 als Mitglied der International Joint Commission, deren Vorsitz er von 1923 bis zu seiner Pensionierung 1929 innehatte.
1929 zog sich Clark nach Evanston zurück, wo er ein Jahr später, 79-jährig verstarb; er wurde auf dem Masonic Cemetery beigesetzt.